# Стеван Јовановић (глумац)
Стеван Јовановић (1. децембар 1955) српски је глумац.

## Улоге
| Год.  | Назив                    | Улога                           |
| ----- | ------------------------ | ------------------------------- |
| 1983. | Балкан експрес           | Кочијаш                         |
| 1987. | Вук Караџић              | Кочијаш                         |
| 1995. | Крај династије Обреновић | Војник јахач на краљевој свадби |
| 1998. | Зла жена                 | Први кочијаш на свадби          |